# Hans Quaghebeur
Hans Quaghebeur (Ieper) is een Belgisch muzikant. Hij begon al van kinds af piano te spelen. Op latere leeftijd is hij zich echter gaan specialiseren in folkmuziek en bespeelt verschillende folkinstrumenten.
Quaghebeur speelt op diverse (folk)instrumenten zoals piano (en afgeleiden: orgel en keyboard), chromatische accordeon, 5-string banjo, diatonische harmonica, draailier, dwarsfluit, trompet, fijfer, tin whistle en low whistle, doedelzak, hakkebord, Hongaarse fluit, traditionele trommel, saz, bandoneon, viool en lyra.
Hij speelde mee in nummers van onder andere Laïs, Clouseau, Wannes Van De Velde, Wigbert, Kadril, Axl Peleman en K3.
Hij is ook voorzitter van VZW Muziekmozaiek, een vereniging die liefhebbers, organisatoren en muzikanten van folk- en jazzmuziek wil dichter bij elkaar brengen.
Hans Quaghebeur was tevens korpschef bij de politiezone Blankenberge-Zuienkerke.